# 阿勃参
阿勃参是橄榄科没药树属灌木，原产阿拉伯半岛与东非。其树脂可能是西方古籍记载的基列香脂（英語：Balm of Gilead）、麦加香膏（英語：Mecca balsam）。

## 词源
《酉阳杂俎》记载：“阿勃参，出拂林国。长一丈馀，皮色青白。叶细，两两相对。花似蔓菁，正黄。子似胡椒，赤色。斫其枝，汁如油，以涂疥癣，无不瘥者。其油极贵，价重于金。”据劳费尔考证，阿勃参一名很可能来自阿拉姆语单词，与英语单词同源。